# Waltz Me Around
Waltz Me Around est un film muet américain réalisé par Charley Chase et sorti en 1920.

## Fiche technique
- Titre : Waltz Me Around
- Réalisation : Charley Chase
- Production : Rolin Films
- Pays de production : États-Unis
- Genre : Comédie
- Dates de sortie :
  - États-Unis : 21 février 1920

## Distribution
- Snub Pollard
- Marie Mosquini
- Ernie Morrison